# Стіан Екгофф
Стіан Екгофф (норв. Stian Eckhoff 3 вересня 1979, Тронгейм) — норвезький біатлоніст, чемпіон світу 2005 року в естафеті, учасник Олімпійських ігор, переможець та призер етапів кубка світу з біатлону. Старший брат норвезької біатлоністки Тіріл Екгофф.

## Виступи на Олімпійських іграх
| Рік  | Міце проведення | Інд | Спр | Пр | МС | Ест |
| 2006 | Турин           | 16  | 16  | 21 |    | 5   |

## Виступи на чемпіонатах світу
| Рік  | Міце проведення | Інд | Спр | Пр | МС | Ест | ЗМ |
| 2003 | Ханти-Мансійськ | 35  | 35  | 33 | 9  |     |    |
| 2004 | Обергоф         | 48  | 28  | 19 | 25 |     |    |
| 2005 | Гохфільцен      | 27  |     |    | 14 | 1   |    |
| 2005 | Ханти-Мансійськ |     |     |    |    |     | 10 |

## Кар'єра в Кубку світу
- Дебют в кубку світу — 11 лютого 2000 року в спринті в Естерсунді — 51 місце.
- Перше попадання в залікову зону — 12 березня 2000 року в гонці переслідування в Лахті — 19 місце.
- Перше попадання на подіум — 20 січня 2002 року в естафеті в Рупольдінгу — 2 місце.
- Перша перемога — 13 грудня 2003 року в естафеті в Гохфільцені — 1 місце.
- Перша перемога — 15 грудня 2004 року в спринті в Естерсунді — 1 місце.

## Загальний залік в Кубку світу
- 1999–2000 — 59-е місце (7 очок)
- 2000–2001 — 65-е місце (18 очок)
- 2001–2002 — 27-е місце (198 очок)
- 2002–2003 — 11-е місце (432 очки)
- 2003–2004 — 11-е місце (492 очки)
- 2004–2005 — 10-е місце (579 очок)
- 2005–2006 — 19-е місце (339 очок)
- 2006–2007 — 22-е місце (306 очок)
- 2007–2008 — 43-е місце (86 очок)
- 2008–2009 — 67-е місце (72 очки)

## Статистика стрільби
| № п/п | Сезон     | Загальна         | Індивідуальна гонка | Спринт         | Гонка переслідування | Мас-старт      | Естафета       |
| ----- | --------- | ---------------- | ------------------- | -------------- | -------------------- | -------------- | -------------- |
| 1     | 1999-2000 | 85,7 % (60/70)   | 85,0 % (17/20)      | 80,0 % (8/10)  | 87,5 % (35/40)       | 0,0 % (0/0)    | 0,0 % (0/0)    |
| 2     | 2000-2001 | 80,0 % (112/140) | 82,5 % (33/40)      | 78,3 % (47/60) | 80,0 % (32/40)       | 0,0 % (0/0)    | 0,0 % (0/0)    |
| 3     | 2001-2002 | 81,4 % (215/264) | 77,5 % (31/40)      | 86,7 % (52/60) | 80,0 % (112/140)     | 0,0 % (0/0)    | 83,3 % (20/24) |
| 4     | 2002-2003 | 80,5 % (343/426) | 83,3 % (50/60)      | 82,2 % (74/90) | 83,6 % (117/140)     | 81,3 % (65/80) | 66,1 % (37/56) |
| 5     | 2003-2004 | 77,9 % (289/371) | 78,3 % (47/60)      | 78,8 % (63/80) | 80,7 % (113/140)     | 76,7 % (46/60) | 64,5 % (20/31) |
| 6     | 2004-2005 | 81,9 % (385/470) | 76,3 % (61/80)      | 82,2 % (74/90) | 83,8 % (134/160)     | 83,8 % (67/80) | 81,7 % (49/60) |
| 7     | 2005-2006 | 83,2 % (282/339) | 87,5 % (35/40)      | 84,3 % (59/70) | 82,5 % (99/120)      | 86,7 % (52/60) | 75,5 % (37/49) |
| 8     | 2006-2007 | 84,9 % (309/364) | 85,0 % (51/60)      | 85,6 % (77/90) | 86,4 % (121/140)     | 85,0 % (51/60) | 64,3 % (9/14)  |
| 9     | 2007-2008 | 80,0 % (112/140) | 85,0 % (17/20)      | 77,5 % (31/40) | 80,0 % (64/80)       | 0,0 % (0/0)    | 0,0 % (0/0)    |
| 10    | 2008-2009 | 81,6 % (62/76)   | 85,0 % (17/20)      | 95,0 % (19/20) | 85,0 % (17/20)       | 0,0 % (0/0)    | 0,0 % (0/0)    |

## Виноски
1. ↑  В дужках наведена кількість влучних пострілів та загальна кількість пострілів. В статистиці стрільби рахуються постріли, які здійснив біатлоніст на етапах кубка світу та чемпіонаті світу